# FC 스탈 카미얀스케

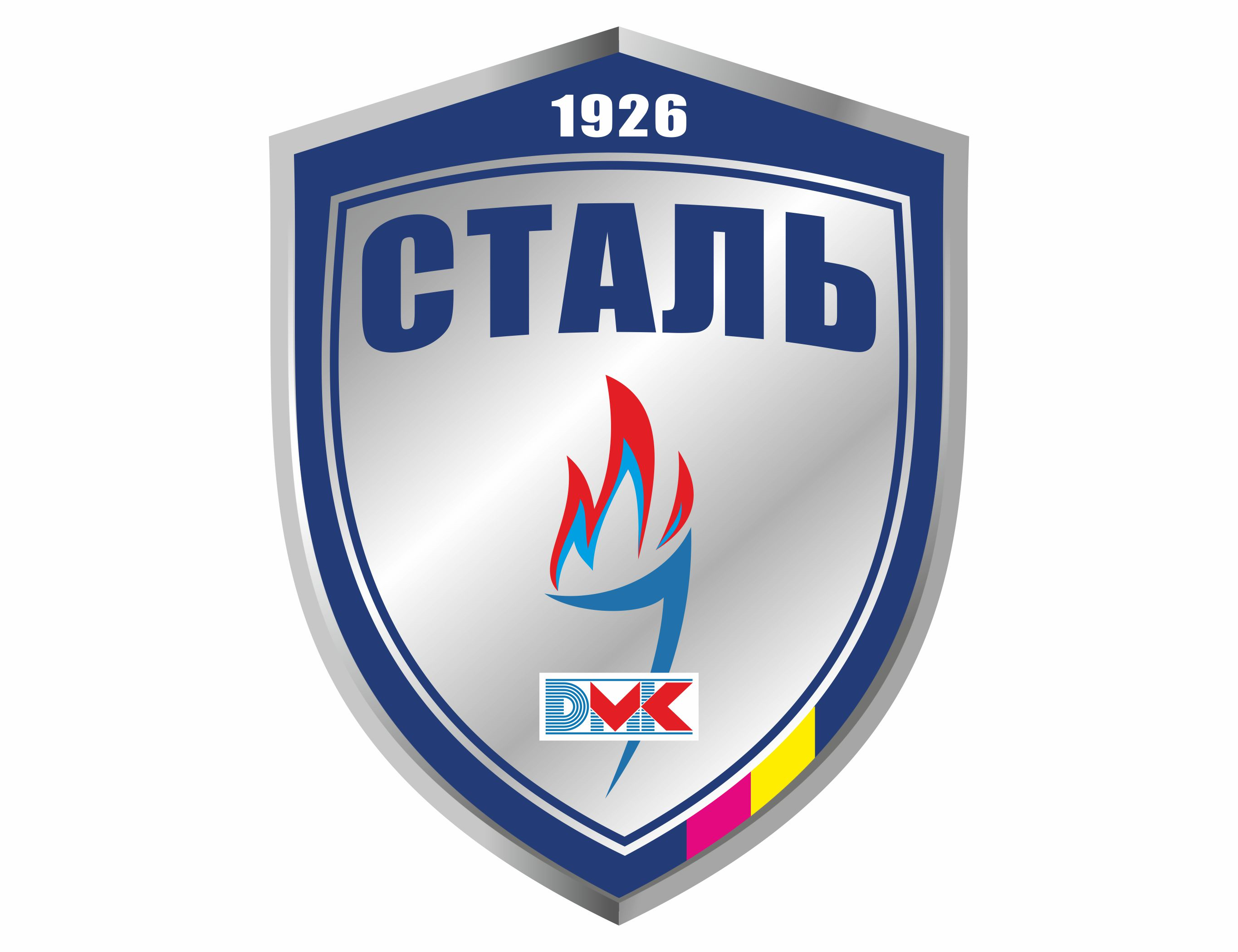

FC 스탈 카미얀스케(우크라이나어: Сталь Кам'янське)는 우크라이나의 카미얀스케를 연고로 하는 축구 클럽이었다. 이 팀은 1926년에 창단되었으며, 2016년에 연고 도시가 이름을 '드니프로제르진스크'에서 '카미얀스케'로 되돌리자 팀 이름을 FC 스탈 드니프로제르진스크(우크라이나어: Сталь Дніпродзержинськ)에서 FC 스탈 카미얀스케로 바꾸었다. 마지막 시즌에 우크라이나 프리미어리그에 참가하였다.